# مزرعه کیوی
مزرعه کیوی یک منطقهٔ مسکونی در ایران است که در دهستان کبوترخان واقع شده‌است.